# Amadeus-Verleihung 2020
Die 20. Verleihung des Amadeus Austrian Music Award fand am 10. September 2020 im Rahmen einer Fernsehsendung auf ORF 1 statt. Die Nominierungen für den FM4-Award wurden am 3. Februar 2020 bekanntgegeben, die Nominierungen in den weiteren Kategorien am 18. Februar 2020.
Ursprünglich sollte die Verleihung am 23. April 2020 stattfinden, aufgrund der COVID-19-Pandemie in Österreich wurde die Verleihung verschoben. Ende April 2020 wurde auch die für 10. September 2020 geplante Veranstaltung in der Wiener Stadthalle abgesagt, stattdessen gab es eine TV-Show auf ORF1.

## Nominierung und Veranstaltung
Bilderbuch sowie Seiler und Speer erhielten Nominierungen in jeweils vier Kategorien, gefolgt von RAF Camora und Pizzera & Jaus mit je drei Nominierungen. In zwei Kategorien nominiert wurden Wanda, Voodoo Jürgens, Lou Asril, Buntspecht, Yasmo & die Klangkantine, DJ Ötzi, Mathea und Melissa Naschenweng.
Die Preisverleihung wurde auf ORF 1 übertragen und von Conchita Wurst präsentiert. Neben den Höhepunkten aus zwanzig Jahren Amadeus-Verleihung wurde in Amadeus Music Sessions Auftritte von Willi Resetarits und Wenzel Beck, Pizzera & Jaus, Julian le Play und Toksi, Voodoo Jürgens, Conchita Wurst und Lou Asril, Melissa Naschenweng, My Ugly Clementine, Ina Regen, Anger, Hunney Pimp, KeKe, Shen und Svaba Ortak gezeigt.
Andreas Gabalier kritisierte die Amadeus Awards und bezeichnete es als Armutszeugnis, dass er nicht in der Kategorie Live-Act des Jahres nominiert wurde.
Die Band Bilderbuch wurde in den zwei Kategorien Bester Liveact und Pop/Rock ausgezeichnet, Parov Stelar erhielt die insgesamt neunte Trophäe.

## Preisträger und Nominierte

### Song des Jahres

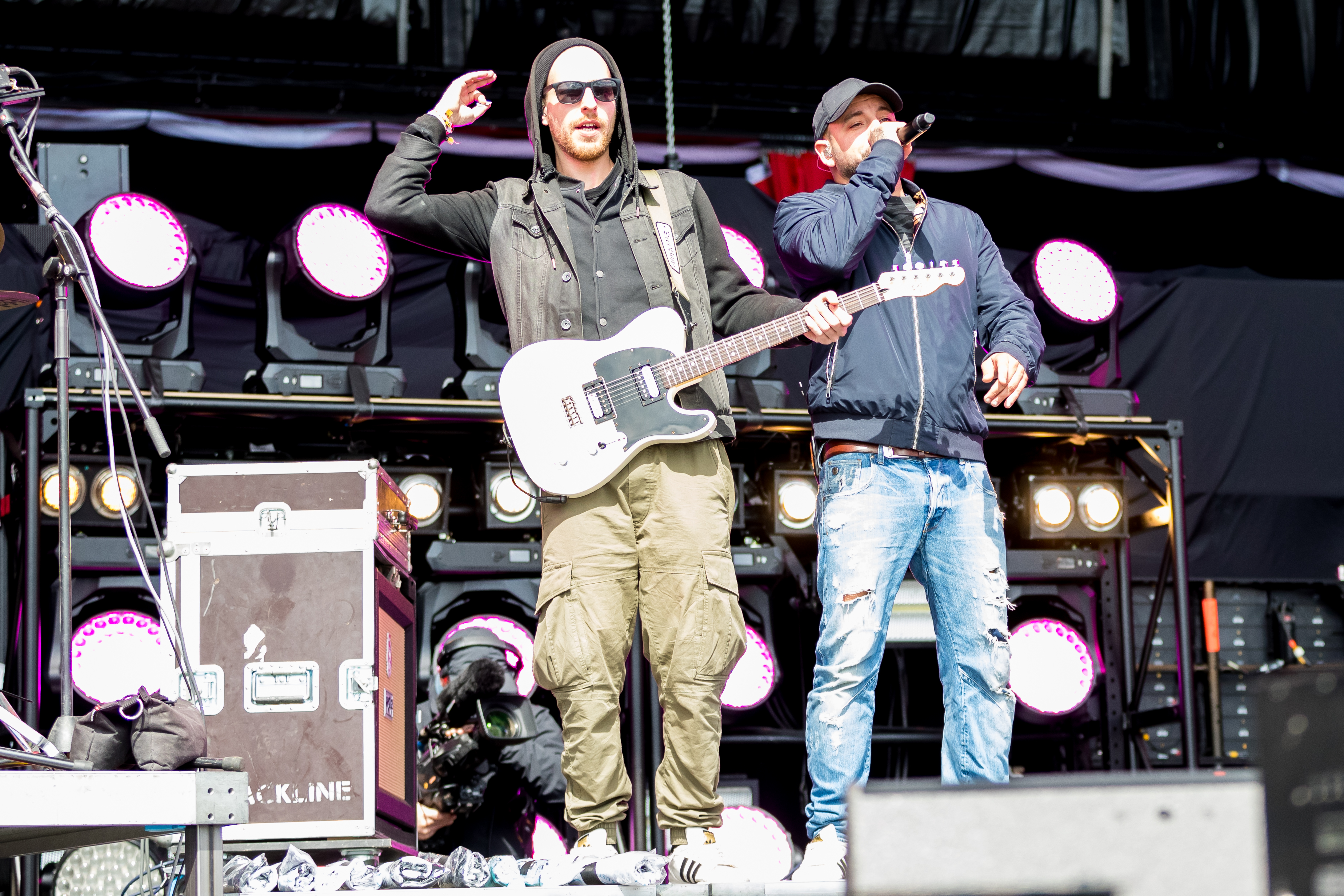
Seiler und Speer (2019)

- Herr Inspektor von Seiler und Speer

Weitere Nominierte:
- Chaos von Mathea
- Ciao Baby von Wanda
- Kaleidoskop von Pizzera & Jaus
- Puta Madre von RAF Camora feat. Ghetto Phénomène

### Album des Jahres

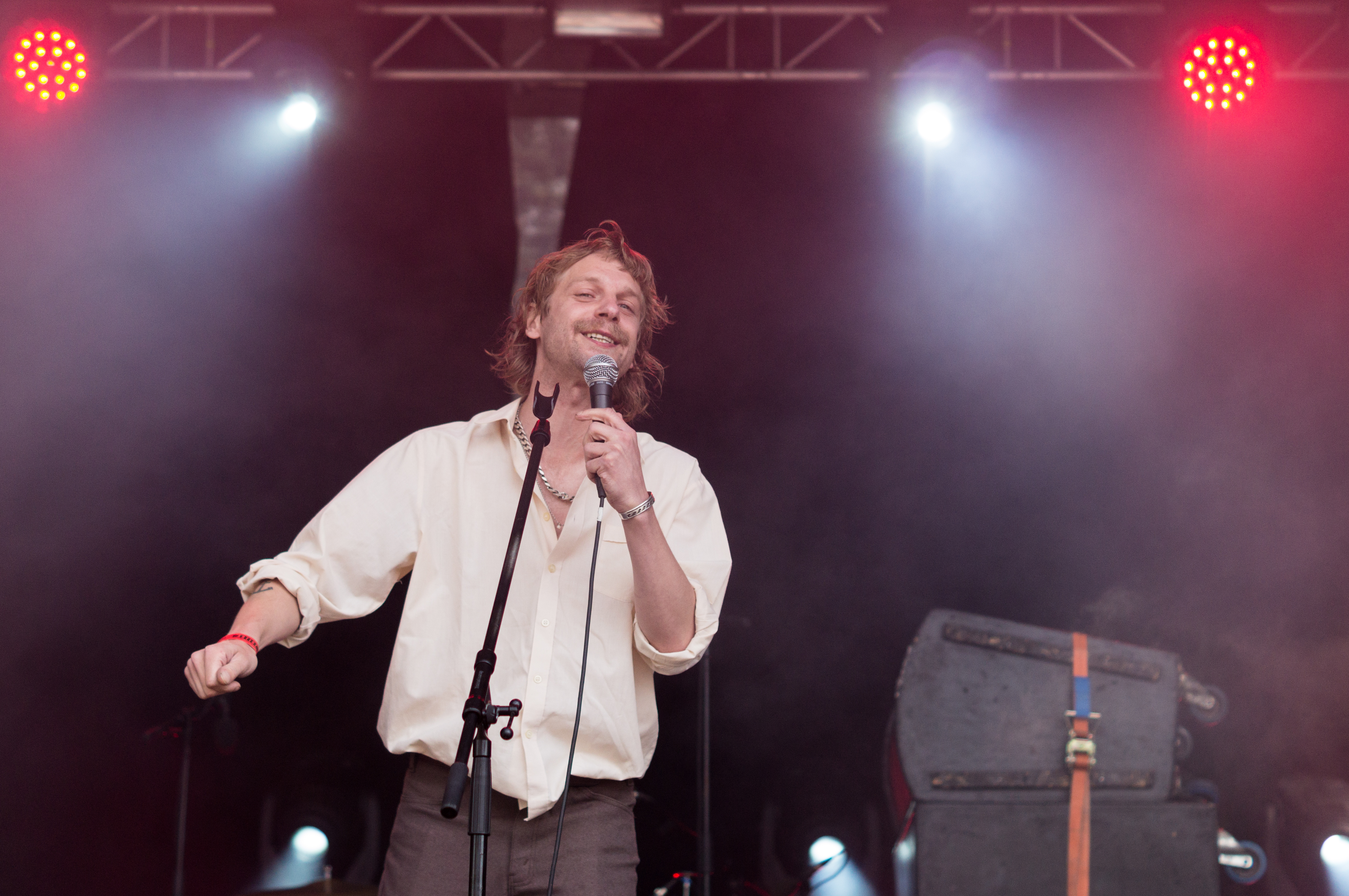
Voodoo Jürgens (2017)

- ´S klane Glücksspiel von Voodoo Jürgens

Weitere Nominierte:
- 20 Jahre DJ Ötzi – Party ohne Ende von DJ Ötzi
- Für immer von Seiler und Speer
- Vernissage My Heart von Bilderbuch
- Zenit von RAF Camora

### Live Act des Jahres
- Bilderbuch

Weitere Nominierte:

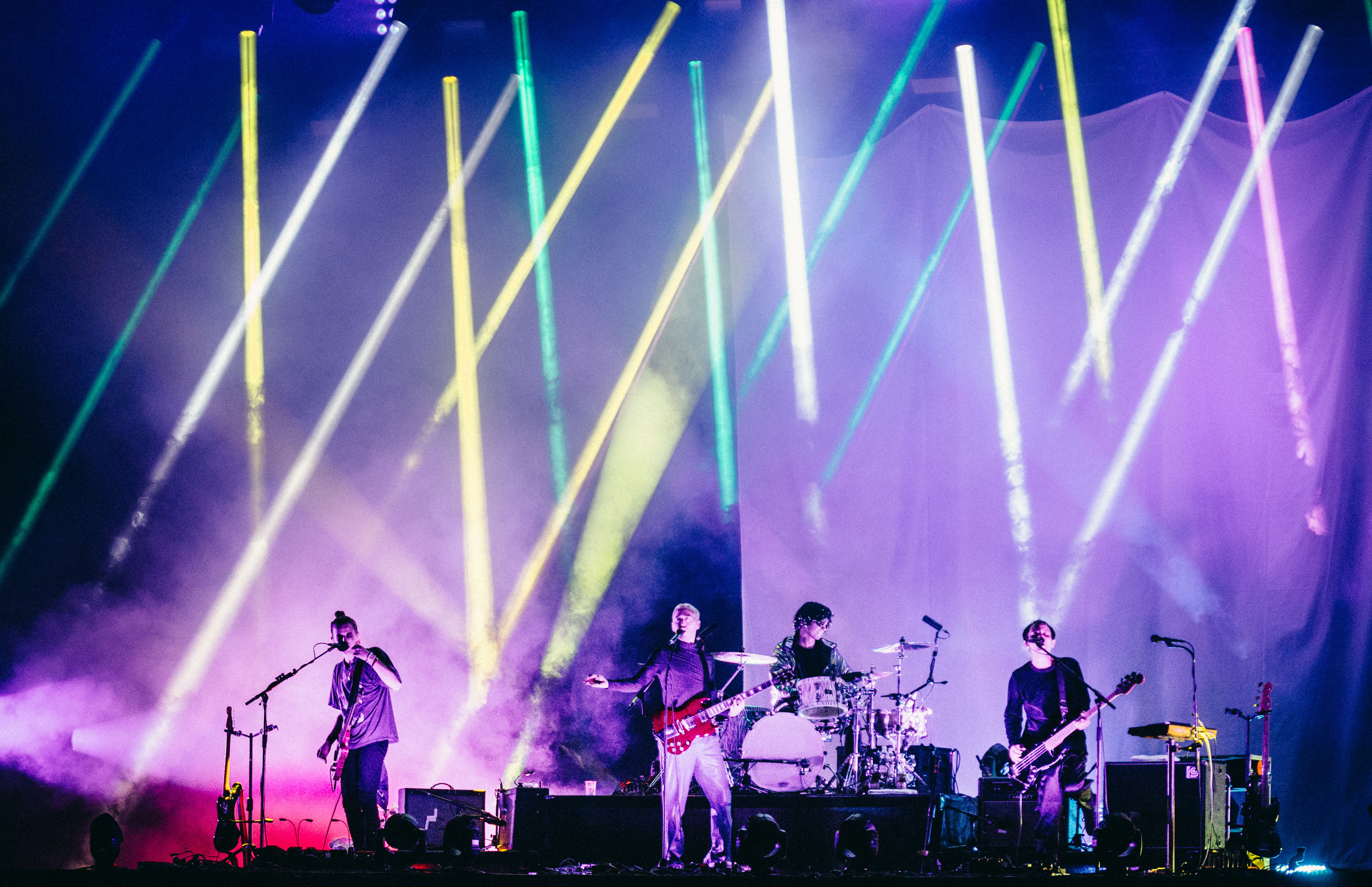
Bilderbuch (2017)

- Erste Allgemeine Verunsicherung (EAV)
- Folkshilfe
- Pizzera & Jaus
- Seiler und Speer

### Songwriter des Jahres

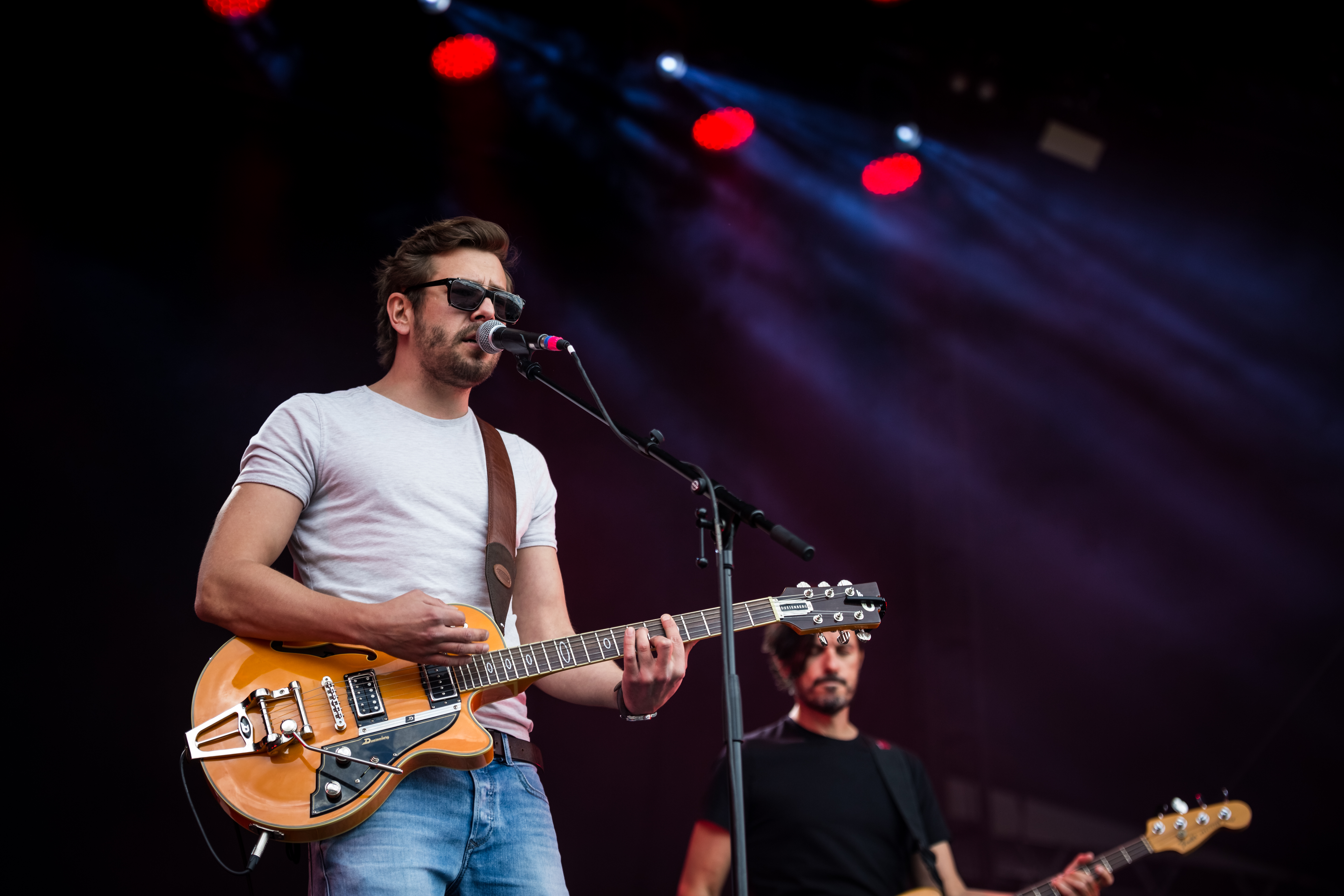
Lemo (2017)

- Alte Seele, Interpret, Text und Musik: Lemo

Weitere Nominierte:
- Gib mir das, Interpretin: Yasmo & die Klangkantine, Musik: Ralph Mothwurf, Text: Yasmin Hafedh
- I steh auf Bergbauernbuam, Interpretin: Melissa Naschenweng, Text und Musik: Anita Kollmann
- Sympathy, Interpreten: Lost; Text und Musik: Kevin Lehr, Florian Ragendorfer, Thorsteinn Einarsson, Richard Gillissen
- Unbeschreiblich weiblich – Umständlich männlich, Interpret: Semino Rossi, Text und Musik: Norbert Lambauer, Emanuel Treu, Hubert Mola

### Alternative

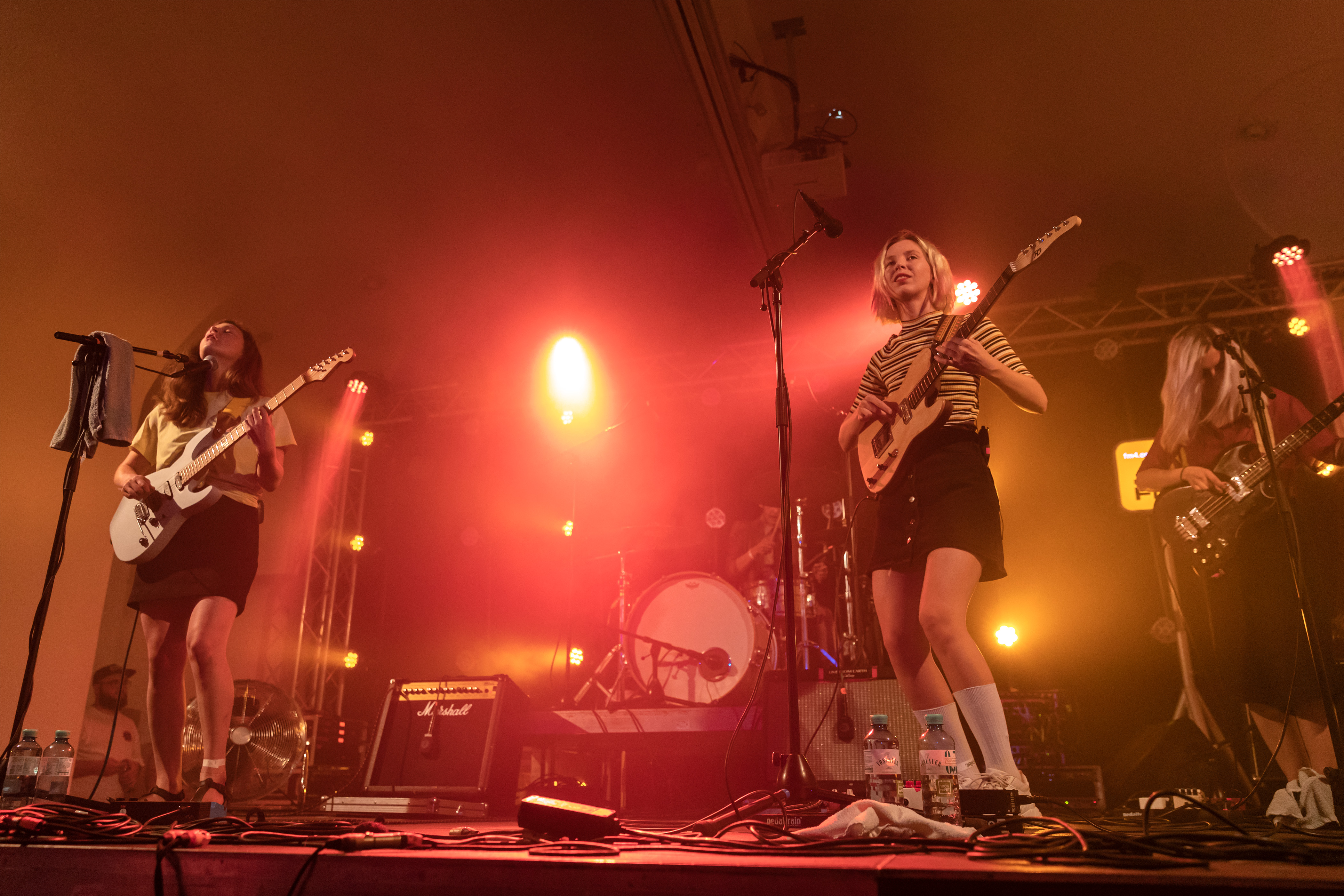
My Ugly Clementine (2019)

- My Ugly Clementine

Weitere Nominierte:
- Buntspecht
- Lou Asril
- Pauls Jets
- Voodoo Jürgens

### Electronic / Dance

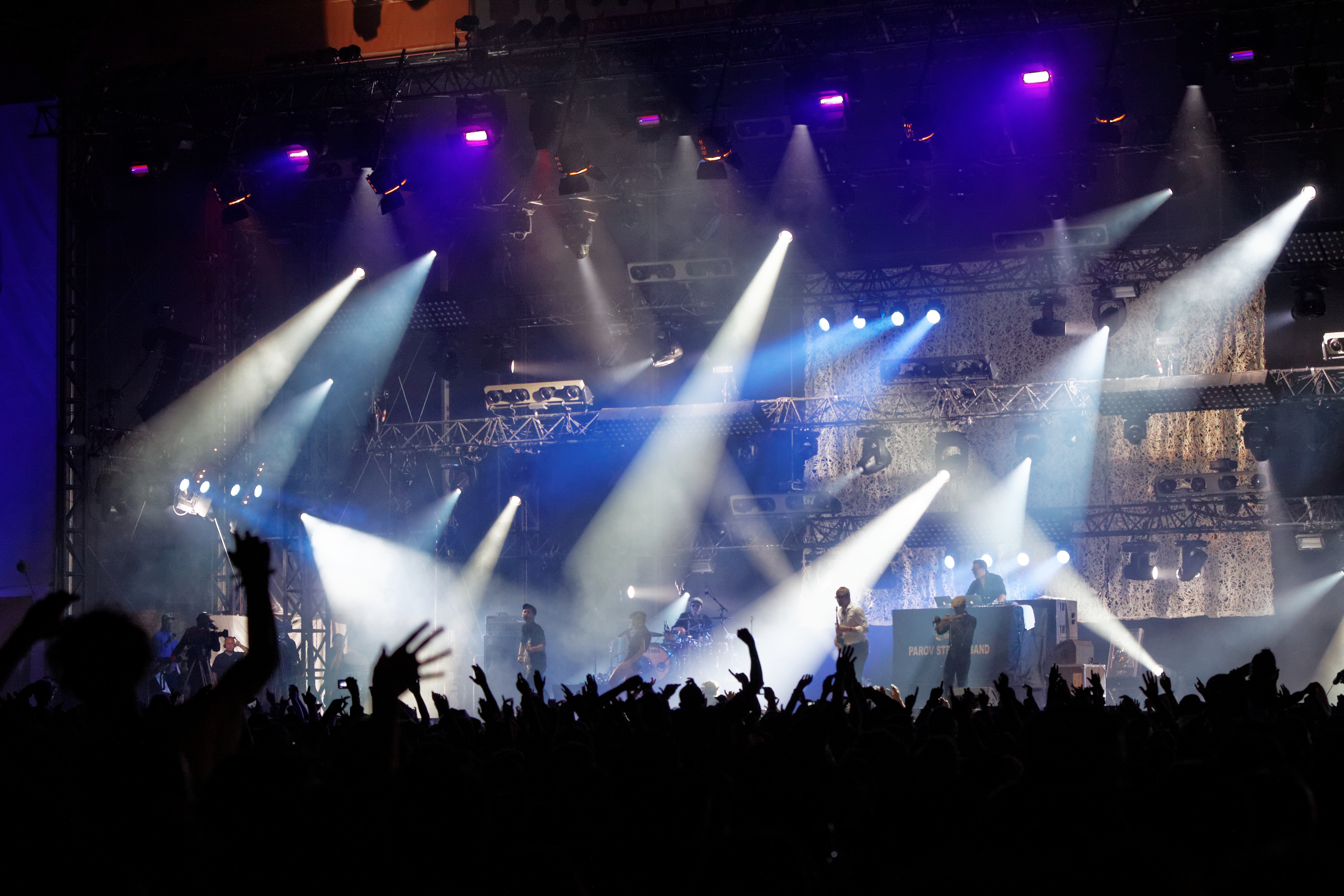
Parov Stelar (2012)

- Parov Stelar

Weitere Nominierte:
- Wurst
- Darius & Finlay
- HVOB
- Möwe

### Hard & Heavy
- Russkaja

Weitere Nominierte:

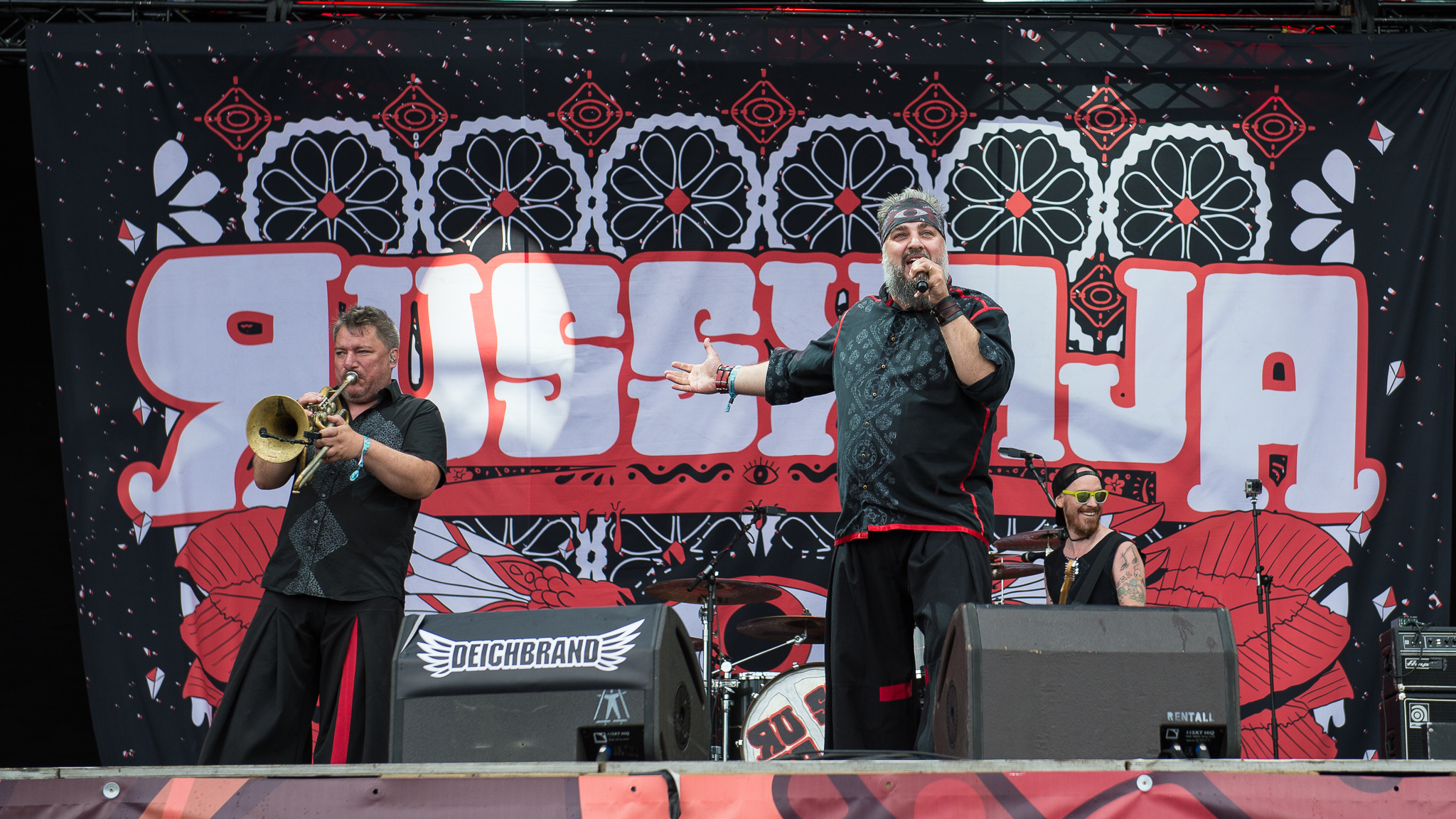
Russkaja (2017)

- Bloodsucking Zombies from Outer Space
- Edenbridge
- Our Survival Depends on Us
- Turbobier

### HipHop / Urban

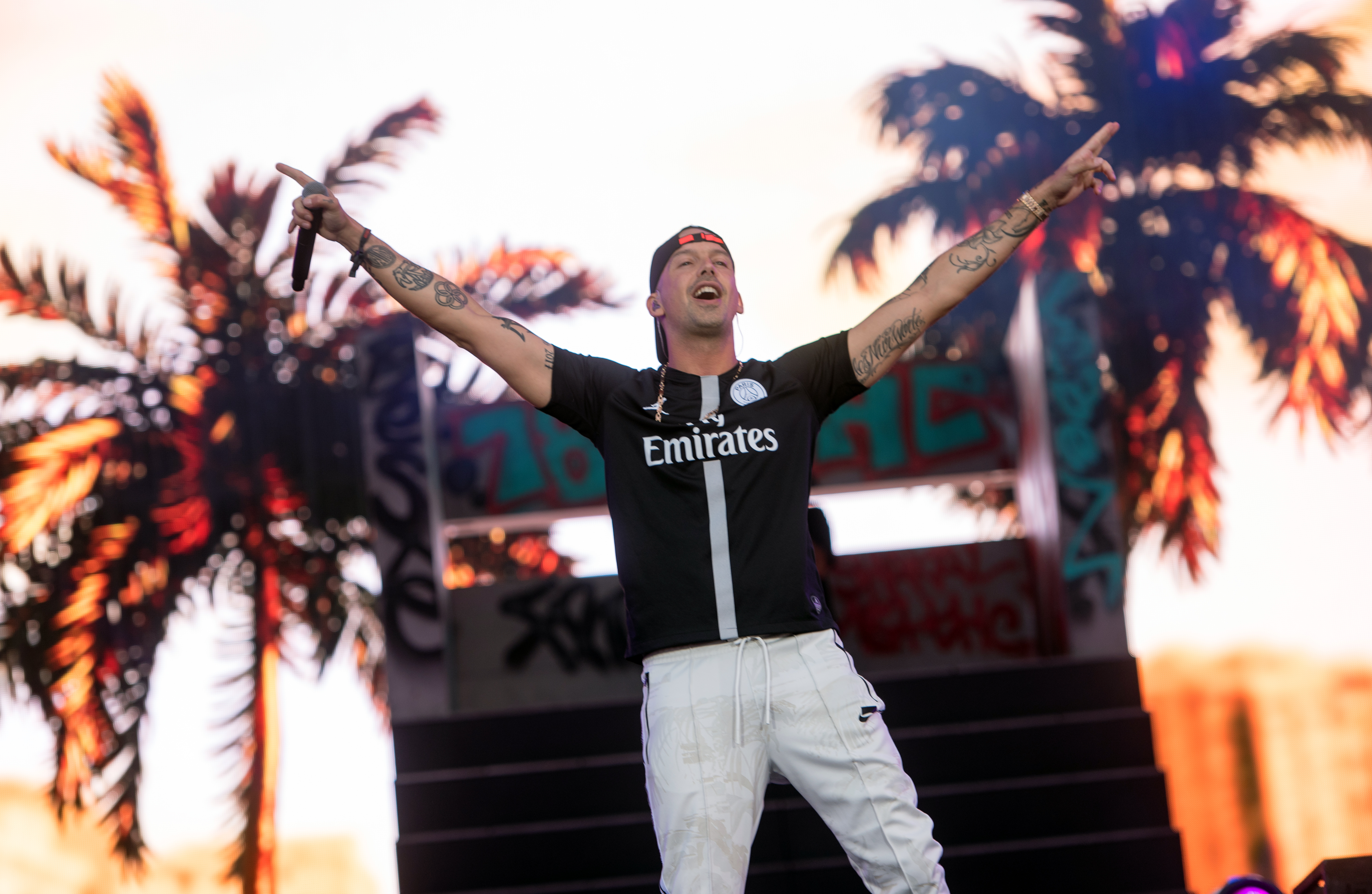
RAF Camora (2019)

- RAF Camora

Weitere Nominierte:
- Dame
- Hunney Pimp
- KeKe
- Yung Hurn

### Jazz / World / Blues
- 5/8erl in Ehr’n

Weitere Nominierte:
- Hans Theessink
- Marina & The Kats
- Wieder, Gansch & Paul

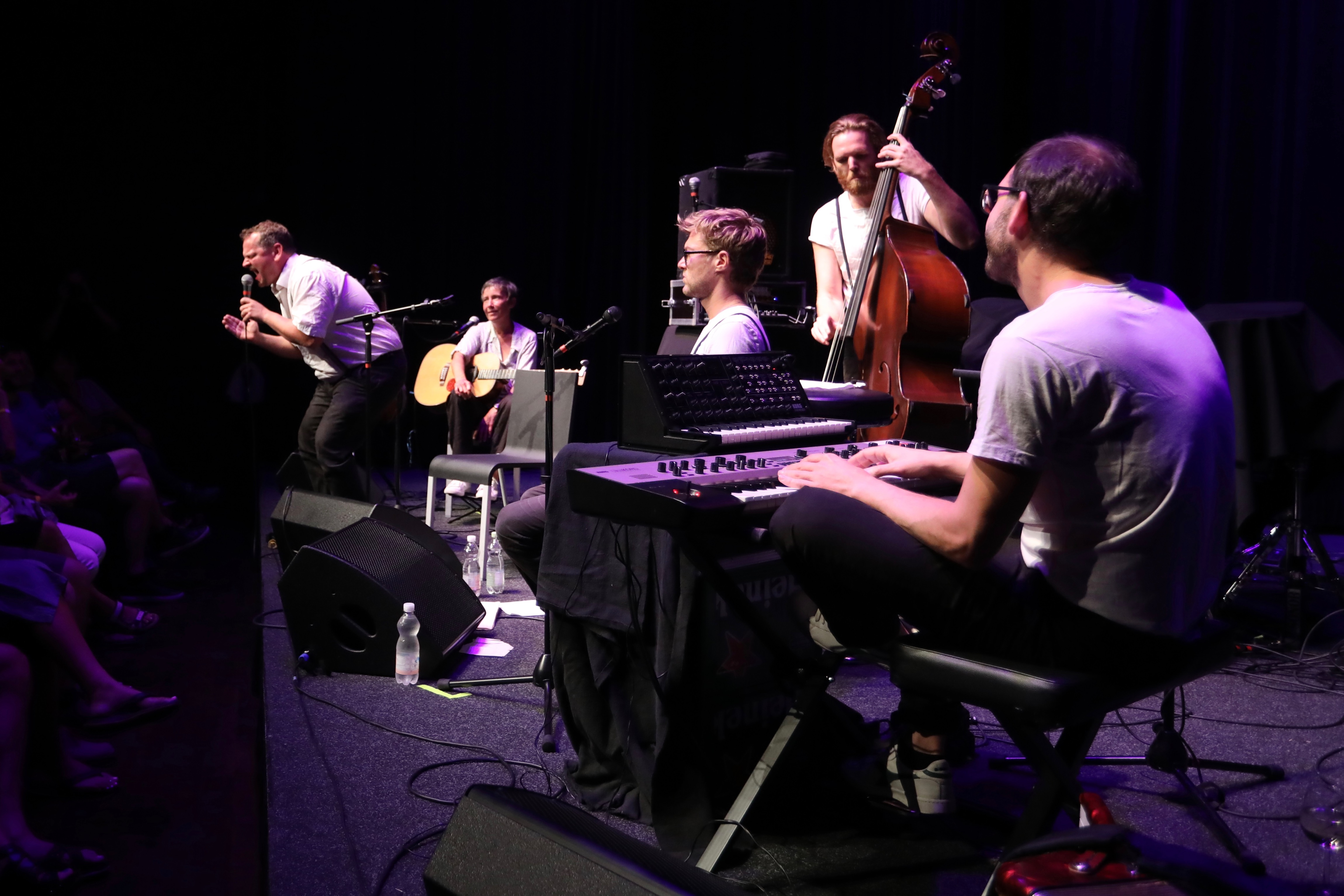
5/8erl in Ehr’n (2017)

- Wiener Blond & das Original Wiener Salonensemble

### Pop / Rock

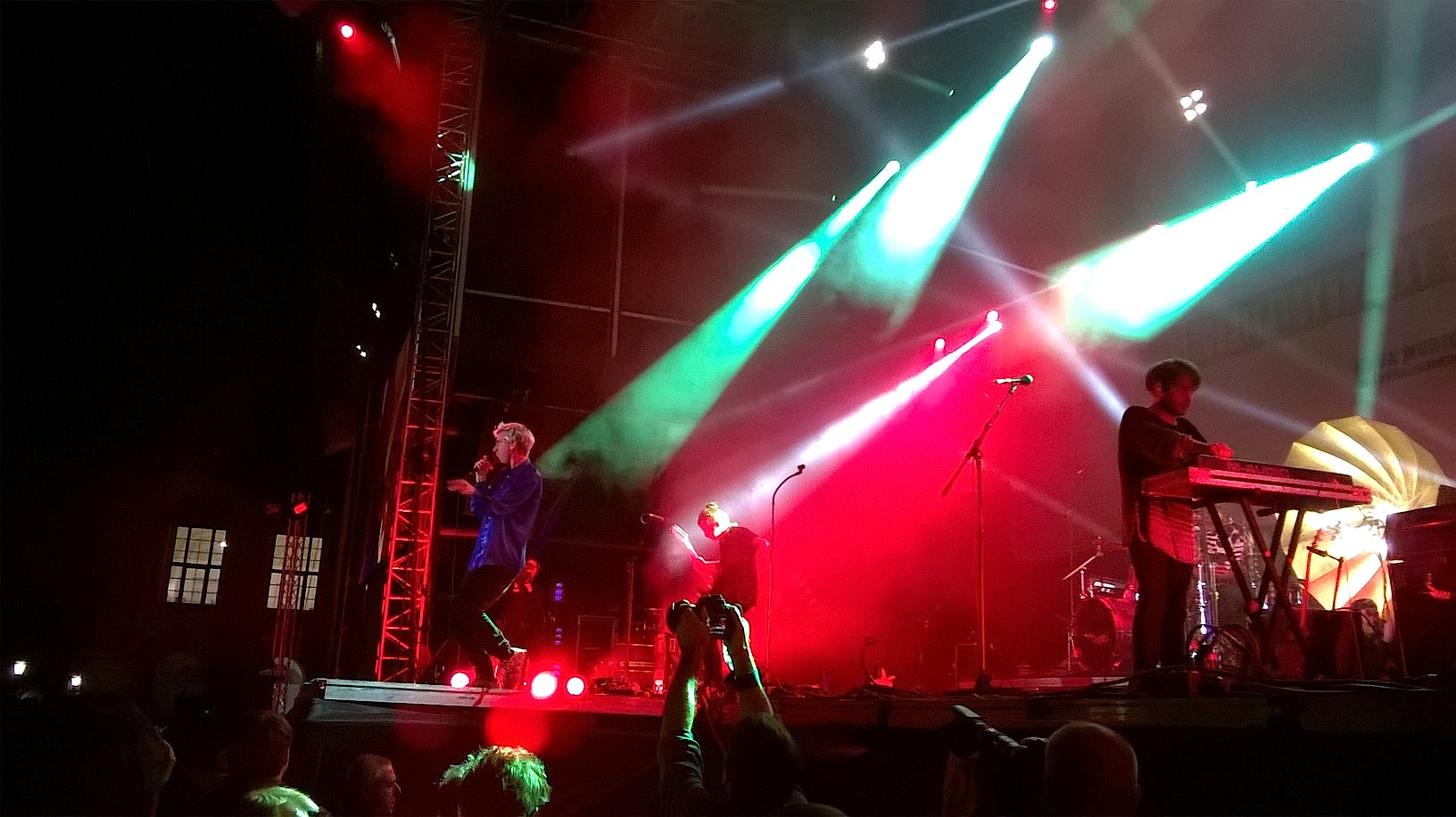
Bilderbuch (2015)

- Bilderbuch

Weitere Nominierte:
- Mathea
- Pizzera & Jaus
- Seiler und Speer
- Wanda

### Schlager/Volksmusik

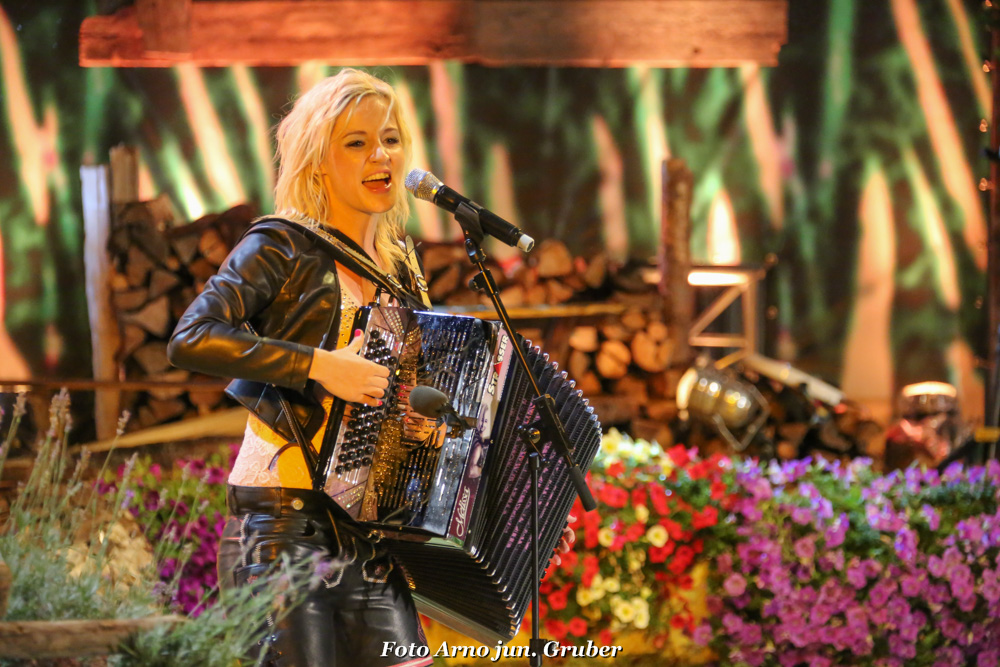
Melissa Naschenweng (2015)

- Melissa Naschenweng

Weitere Nominierte:
- Die jungen Zillertaler
- Die Seer
- DJ Ötzi
- Nockis

### FM4 Award
Für den FM4-Award wurden bis 11. Februar 2020 fünf Kandidaten per Online-Voting ermittelt, wobei 20 Kandidaten dafür zur Auswahl standen. Die fünf Nominierten wurden am 18. Februar 2020 bekanntgegeben. Bis 13. März 2020 erfolgte eine zweite Votingrunde mit den fünf verbliebenen Finalisten.

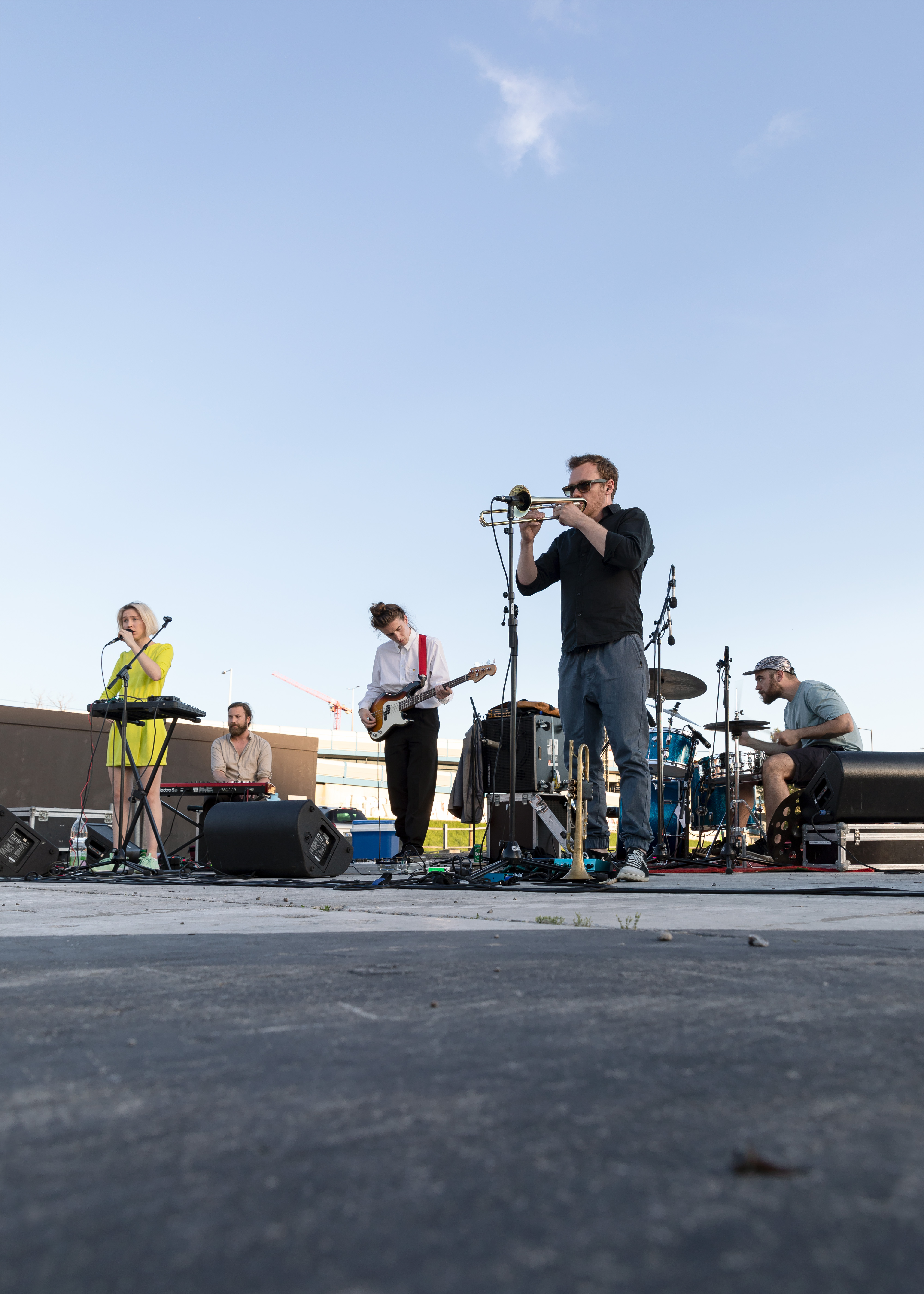
5K HD (2019)

- Anger[10]

Weitere Finalisten
- Buntspecht
- Lou Asril
- Oehl
- Yasmo & Die Klangkantine

Weitere Nominierte
- 5K HD
- Ankathie Koi
- Bilderbuch
- Dives
- Hunney Pimp
- HVOB
- KeKe
- Kerosin95
- My Ugly Clementine
- Pauls Jets
- salute
- Soia
- Viech
- Voodoo Jürgens
- Wanda

### Tonstudiopreis Best Sound
- 5K HD: High Performer; Recording: Maximilian Walch, Manuel Mayr; Mix: Maximilian Walch; Mastering: Nikodem Milewski; Künstlerische Produktion: Maximilian Walch, Manuel Mayr

Weitere Nominierte:
- Bilderbuch: Vernissage My Heart; Recording: Bilderbuch, Marco Kleebauer; Mix: Maximilian Walch; Mastering: Sascha Bühren; Künstlerische Produktion: Bilderbuch, Marco Kleebauer
- Julian le Play: Sonne Mond Sterne; Recording: Lukas Hillebrand, Matthias Oldofredi, Johannes Römer, Markus Weiss; Mix: Lukas Hillebrand, Patrick Kummeneker; Mastering: Martin Scheer, Zino Mikorei; Künstlerische Produktion: Lukas Hillebrand, Matthias Oldofredi, Johannes Römer, Julian le Play
- Lylit: Inward Outward; Recording: Andreas Lettner; Mix: Maximilian Walch, Wolfgang Schiefermair, Ariel Borujow; Mastering: Patrick Kummeneker; Künstlerische Produktion: Andreas Lettner
- Thorsteinn Einarsson: Ingi; Recording: Johannes Herbst, Vlado Dzihan, Lukas Hillebrand, Markus Weiss, Bern Wagner; Mix: Lukas Hillebrand, Patrick Kummeneker, Vlado Dzihan Mastering: Vlado Dzihan; Künstlerische Produktion: Vlado Dzihan, Lukas Hillebrand, Markus Weiss, Bern Wagner

### Lebenswerk

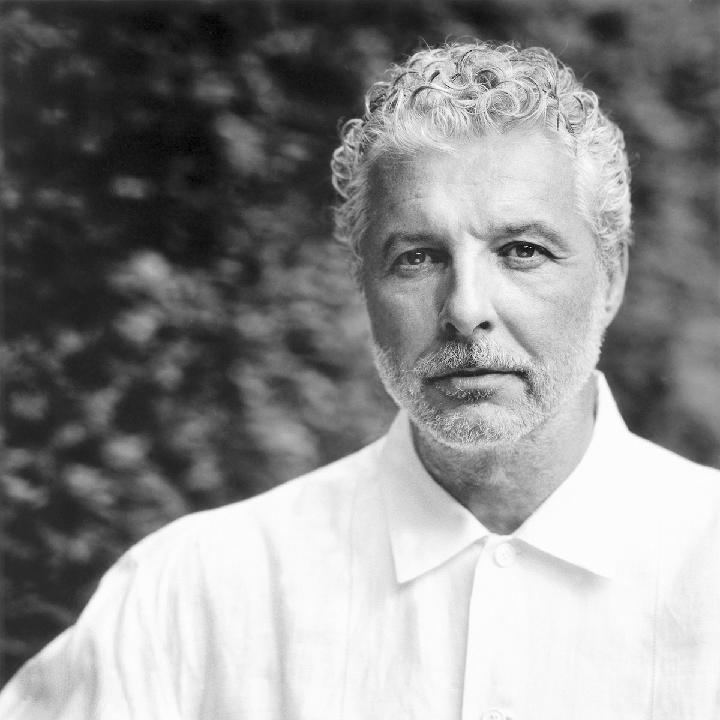
André Heller (2006)

- André Heller[11]